# Buathra laborator
Buathra laborator là một loài tò vò trong họ Ichneumonidae.